# Elisabeth Gyllenberg
Anna Elisabeth Gyllenberg, född 21 februari 1901 i Helsingfors, död 1991, var en svensk målare.
Hon var dotter till professorn Axel Leonard Wallgren och Alice Krogius och från 1928 gift med Nils Gyllenberg. Hon var brorsdotter till skulptören Ville Vallgren. Gyllenberg studerade vid Finska Konstföreningens ritskola i Helsingfors 1919-1923 och för Eero Järnefelt 1923-1925. Hon vistades i Paris under vintrarna 1926-1927 och bedrev då självstudier. Separat ställde hon ut i Helsingfors 1928 och ställde därefter ut tillsammans med sin man. Hennes konst består av stilleben, barnporträtt och landskapsmålningar i olja. 